# (279226) Demisroussos
(279226) Demisroussos est un astéroïde de la ceinture principale.

## Description
(279226) Demisroussos est un astéroïde de la ceinture principale. Il fut découvert par Timour Valerievitch Kriatchko le 24 octobre 2009 à la station Zelenchukskaya. Il présente une orbite caractérisée par un demi-grand axe de 2,98 UA, une excentricité de 0,127 et une inclinaison de 6,12° par rapport à l'écliptique.
Il fut nommé en hommage à Demis Roussos (1946-2015), chanteur grec fondateur des groupes de rock Aphrodites Child et Vangelis.

## Compléments